# Rạp Fafilm Việt Nam
Rạp Fafilm Việt Nam là rạp chiếu bóng được hình thành và phát triển vào năm 1990. Phim mới do Fafilm nhập về đều được chiếu ở đây đầu tiên. Rạp ấm cúng, là nơi thích hợp để giao lưu với các đoàn làm phim. Hiện nay, Fafilm Việt Nam đã có chương trình làm thẻ hội viên, mỗi thành viên sẽ được xem những bộ phim mới mua về và giao lưu với đạo diễn, diễn viên trong nước. Chỗ để xe thoáng đãng, rộng rãi. Tiện nghi: 176 ghế, âm thanh digital, màn ảnh rộng 300 in.